# 킴벌리 J. 브라운

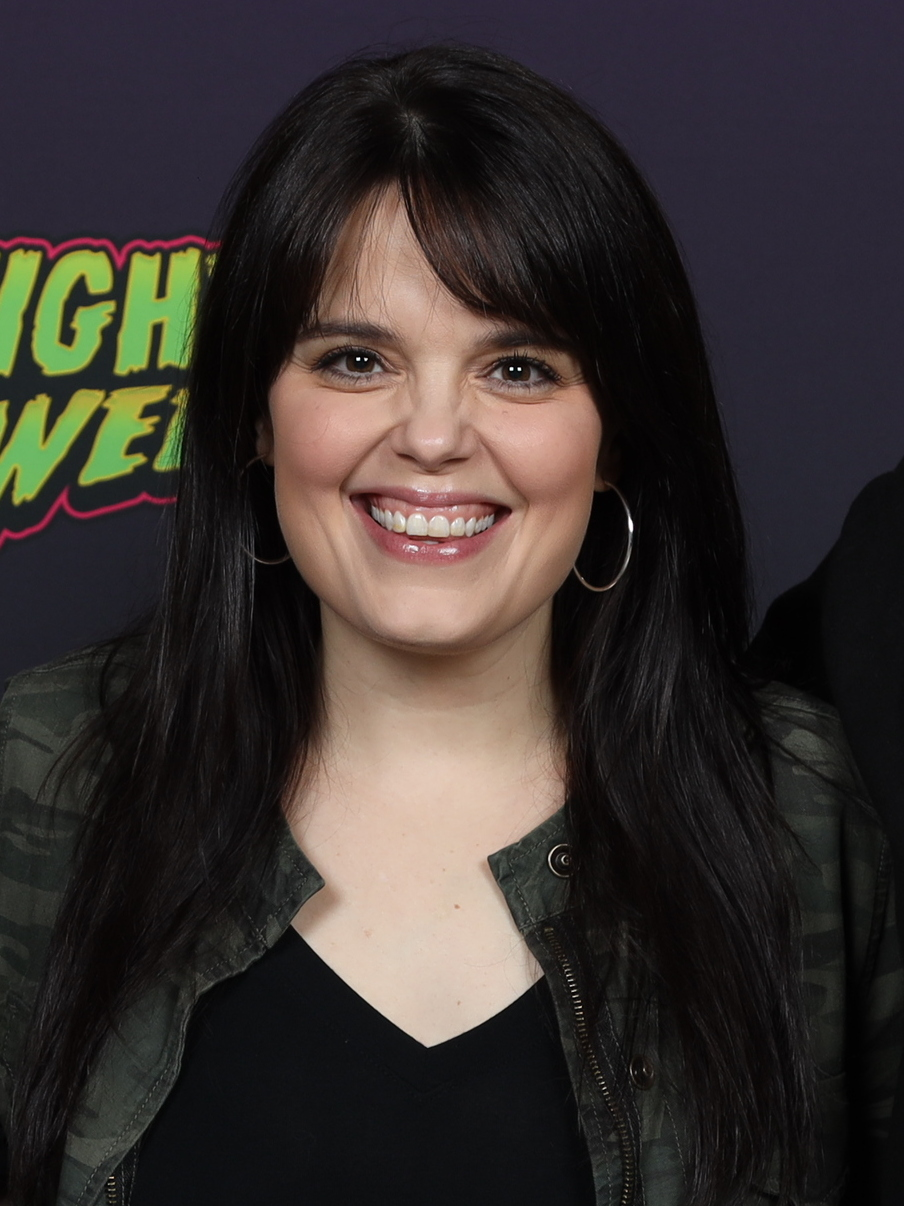

킴벌리 J. 브라운(Kimberly Jean Brown, 1984년 11월 16일 ~ )는 미국의 배우, 성우이다.
게이더스버그에서 태어났다.

## 출연 작품
- 윈터 썬 (2013년)
- 프렌드쉽! (2010년)
- 빅 배드 울프 (2006년)
- 쿨! (2005년) - 티파니 역
- 할로윈타운 하이 (2004, Halloweentown High)
- 브링 다운 더 하우스 (2003년) - 사라 샌더슨 역
- 로즈 레드 (2002년)
- 할로윈타운 2 (2001년)
- 리틀 폴라 베어 (2001년)
- 텀블위즈 (1999년)
- 투 오브 어 카인드 (1998년)
- 할로윈타운 (1998년)
- Ellen Foster (1997)
- 카툰타운의 크리스마스 (1996년)
- 프린세스 카라부 (1994년)
- 로우 윈터 썬

### 텔레비전
- 가이딩 라이트 (1993-98, 2006)